# Giải bóng đá hạng ba quốc gia Cộng hòa Síp 2001–02
Giải bóng đá hạng ba quốc gia Cộng hòa Síp 2001–02 là mùa giải thứ 31 của giải bóng đá hạng ba Cộng hòa Síp. SEK Agiou Athanasiou giành danh hiệu đầu tiên.

## Thể thức thi đấu
Có 14 đội bóng tham gia Giải bóng đá hạng ba quốc gia Cộng hòa Síp 2001–02. Tất cả các đội thi đấu với nhau hai lần, một ở sân nhà và một ở sân khách. Đội bóng nhiều điểm nhất vào cuối mùa giải sẽ là đội vô địch. Ba đội đầu bảng sẽ lên chơi ở Giải bóng đá hạng nhì quốc gia Cộng hòa Síp 2002–03 và ba đội cuối bảng xuống chơi tại Giải bóng đá hạng tư quốc gia Cộng hòa Síp 2002–03.

### Hệ thống điểm
Các đội bóng nhận được 3 điểm cho một trận thắng, 1 điểm cho một trận hòa và 0 điểm cho một trận thua.

## Thay đổi so với mùa giải trước
Các đội bóng thăng hạng Giải bóng đá hạng nhì quốc gia Cộng hòa Síp 2001–02
- ASIL Lysi
- Adonis Idaliou
- Enosis Kokkinotrimithia

Các đội bóng xuống hạng từ Giải bóng đá hạng nhì quốc gia Cộng hòa Síp 2000–01
- Kinyras Empas
- Rotsidis Mammari
- AEK/Achilleas Ayiou Theraponta

Các đội bóng thăng hạng từ Giải bóng đá hạng tư quốc gia Cộng hòa Síp 2000–01
- Sourouklis Troullon
- PEFO Olympiakos
- ATE PEK Ergaton

Các đội bóng xuống hạng Giải bóng đá hạng tư quốc gia Cộng hòa Síp 2001–02
- Ethnikos Latsion FC
- AMEP Parekklisia
- THOI Avgorou

## Bảng xếp hạng
| Vị thứ | Đội bóng                       | St. | T. | H. | B. | BT. | BB. | HS. | Đ  | Ghi chú                                                                 |
| ------ | ------------------------------ | --- | -- | -- | -- | --- | --- | --- | -- | ----------------------------------------------------------------------- |
| 1      | SEK Agiou Athanasiou           | 26  | 16 | 7  | 3  | 66  | 33  | 33  | 55 | Vô địch-Thăng hạng Giải bóng đá hạng nhì quốc gia Cộng hòa Síp 2002–03. |
| 2      | Ayia Napa                      | 26  | 14 | 7  | 5  | 71  | 38  | 33  | 49 | Thăng hạng Giải bóng đá hạng nhì quốc gia Cộng hòa Síp 2002–03.         |
| 3      | AEK/Achilleas Ayiou Theraponta | 26  | 14 | 7  | 5  | 65  | 37  | 28  | 49 | Thăng hạng Giải bóng đá hạng nhì quốc gia Cộng hòa Síp 2002–03.         |
| 4      | Akritas Chlorakas              | 26  | 15 | 3  | 8  | 50  | 34  | 16  | 48 |                                                                         |
| 5      | PAEEK FC                       | 26  | 13 | 6  | 7  | 51  | 38  | 13  | 45 |                                                                         |
| 6      | Elia Lythrodonta               | 26  | 12 | 6  | 8  | 33  | 32  | 1   | 42 |                                                                         |
| 7      | MEAP Nisou                     | 26  | 12 | 5  | 9  | 49  | 33  | 16  | 41 |                                                                         |
| 8      | Othellos Athienou              | 26  | 11 | 7  | 8  | 42  | 35  | 7   | 40 |                                                                         |
| 9      | Iraklis Gerolakkou             | 26  | 11 | 5  | 10 | 51  | 43  | 8   | 38 |                                                                         |
| 10     | Kinyras Empas                  | 26  | 10 | 4  | 12 | 40  | 42  | -2  | 34 |                                                                         |
| 11     | Sourouklis Troullon            | 26  | 9  | 5  | 12 | 33  | 47  | -14 | 32 |                                                                         |
| 12     | PEFO Olympiakos                | 26  | 4  | 4  | 18 | 30  | 64  | -34 | 16 | Xuống hạng Giải bóng đá hạng tư quốc gia Cộng hòa Síp 2002–03.          |
| 13     | Rotsidis Mammari               | 26  | 3  | 4  | 19 | 37  | 82  | -45 | 13 | Xuống hạng Giải bóng đá hạng tư quốc gia Cộng hòa Síp 2002–03.          |
| 14     | ATE PEK Ergaton                | 26  | 3  | 0  | 23 | 27  | 87  | -60 | 9  | Xuống hạng Giải bóng đá hạng tư quốc gia Cộng hòa Síp 2002–03.          |

Hệ thống điểm: Thắng=3 điểm, Hòa=1 điểm, Thua=0 điểm
Luật xếp hạng: 1) Điểm, 2) Hiệu số, 3) Bàn thắng

## Kết quả
| ↓Home / Away→ | ANP | AEK | AKR | ATE | ELL | IRK | KNR | MPN | OTL | PKK | PEF | RTS | SEK | SRK |
| ------------- | --- | --- | --- | --- | --- | --- | --- | --- | --- | --- | --- | --- | --- | --- |
| Ayia Napa     |     | 1-1 | 3-0 | 6-2 | 2-0 | 8-2 | 2-0 | 4-1 | 1-1 | 1-2 | 3-1 | 1-4 | 3-3 | 3-1 |
| AEK/Achilleas | 2-2 |     | 3-0 | 5-0 | 3-0 | 1-1 | 4-2 | 2-0 | 3-3 | 1-1 | 3-2 | 6-0 | 4-2 | 4-1 |
| Akritas       | 1-5 | 1-0 |     | 3-0 | 4-1 | 2-1 | 4-2 | 3-1 | 0-1 | 4-0 | 3-0 | 5-0 | 1-1 | 2-1 |
| ATE PEK       | 0-6 | 3-7 | 2-7 |     | 1-3 | 0-3 | 0-2 | 3-2 | 0-2 | 1-2 | 4-3 | 5-1 | 0-2 | 2-3 |
| Elia          | 1-1 | 0-1 | 0-0 | 1-0 |     | 4-0 | 1-0 | 2-1 | 2-1 | 2-1 | 3-1 | 2-1 | 2-3 | 1-1 |
| Iraklis       | 5-1 | 0-2 | 6-1 | 5-0 | 1-2 |     | 4-0 | 3-2 | 2-1 | 2-1 | 2-2 | 2-0 | 0-1 | 0-2 |
| Kinyras       | 2-4 | 2-1 | 0-2 | 3-0 | 1-0 | 0-0 |     | 1-1 | 1-0 | 3-2 | 8-0 | 4-1 | 1-2 | 4-1 |
| MEAP          | 0-1 | 1-1 | 2-1 | 3-1 | 3-0 | 2-1 | 4-0 |     | 3-0 | 1-1 | 0-0 | 5-0 | 3-3 | 3-2 |
| Othellos      | 3-1 | 3-0 | 0-1 | 1-0 | 2-0 | 3-0 | 3-3 | 2-1 |     | 1-4 | 2-0 | 2-1 | 2-2 | 1-2 |
| PAEEK FC      | 1-1 | 2-1 | 2-1 | 2-1 | 2-3 | 1-1 | 1-0 | 1-0 | 2-2 |     | 3-0 | 7-1 | 1-3 | 3-1 |
| PEFO          | 0-3 | 1-3 | 0-1 | 7-1 | 1-1 | 2-4 | 1-0 | 0-5 | 1-2 | 0-2 |     | 4-1 | 1-4 | 1-2 |
| Rotsidis      | 2-7 | 3-4 | 2-2 | 2-0 | 1-2 | 1-1 | 0-1 | 1-2 | 2-2 | 2-2 | 1-2 |     | 4-7 | 6-1 |
| SEK           | 1-1 | 3-0 | 0-1 | 3-0 | 0-0 | 4-1 | 4-0 | 0-1 | 2-2 | 4-3 | 3-0 | 4-0 |     | 2-1 |
| Sourouklis    | 2-0 | 3-3 | 1-0 | 3-1 | 0-0 | 0-4 | 0-0 | 0-2 | 1-0 | 1-2 | 0-0 | 2-0 | 1-3 |     |